# Милан Жмукић
Милан Жмукић (Херцег Нови, 10. јануар 1922 – Београд, 22. децембар 1996) био је југословенски филмски продуцент.

## Биографија
Школовање је прекинуо одласком у партизане 1941. године, а после рата је до 1952. године био официр ЈНА. Следеће две године је радио у привреди, а затим као организатор у култури.
Од 1955. до 1962. године је радио као директор производње, а затим као генерални директор филмског предузећа Ловћен филм у Херцег Новом.
Доласком у Београд, од 1962. до 1972. године радио је као оперативни директор у Атељеу 212. 1973. је дошао у продукцију Центар филм, где је радио као оперативни директор, касније као извршни продуцент на свим филмовима које је произвео Центар филм и ту је остао до пензионисања.
У међувремену, радио је као оперативни директор БИТЕФ-а, Фестивала југословенског играног филма, Фестивала југословенског документарног и краткометражног филма, Фест-а.
1987. је основао Југословенски фестивал филмске режије у Херцег Новом (данас Херцегновски филмски фестивал) чији је једно време и директор био. Умро је 22. децембра 1996. године у Београду.

## Продукција филмова
| Год.     | Назив                       | Улога                               |
| -------- | --------------------------- | ----------------------------------- |
| 1950.-те |                             |                                     |
| 1955.    | Лажни цар Шћепан Мали       | помоћник директора продукције филма |
| 1956.    | Зле паре                    | директор продукције филма           |
| 1956.    | У мрежи                     | директор продукције филма           |
| 1958.    | Звијезда путује на југ      | директор продукције филма           |
| 1959.    | Agi murad il diavolo bianko | копродукција са Италијом            |
| 1960.-те |                             |                                     |
| 1961.    | Не дирај у срећу            | директор филма                      |
| 1968.    | Пусти снови                 | директор филма                      |
| 1969.    | Силом отац                  | директор филма                      |
| 1970.-те |                             |                                     |
| 1978.    | Бошко Буха                  | филм и тв серија                    |
| 1979.    | Усијање                     | извршни продуцент                   |
| 1979.    | Земаљски дани теку          | извршни продуцент                   |
| 1980.-те |                             |                                     |
| 1980.    | Дани од снова               | извршни продуцент                   |
| 1980.    | Петријин венац              | филм и тв серија                    |
| 1981.    | Дувански пут                | мини серија                         |
| 1981.    | Ерогена зона                | извршни продуцент                   |
| 1981.    | Ритам злочина               | извршни продуцент                   |
| 1981.    | Сезона мира у Паризу        | извршни продуцент                   |
| 1981.    | Нека друга жена             | извршни продуцент                   |
| 1982.    | Идемо даље                  | филм и мини серија                  |
| 1982.    | Сутон                       | извршни продуцент                   |
| 1982.    | Маратонци трче почасни круг | извршни продуцент                   |
| 1983.    | Нешто између                | филм и тв серија                    |
| 1983.    | Трећи кључ                  | извршни продуцент                   |
| 1984.    | Рани снијег у Минхену       | извршни продуцент                   |
| 1984.    | Давитељ против давитеља     | извршни продуцент                   |
| 1984.    | Варљиво лето 68             | извршни продуцент                   |
| 1984.    | Опасни траг                 | извршни продуцент                   |
| 1984.    | Чудо невиђено               | извршни продуцент                   |
| 1985.    | Тајванска канаста           | извршни продуцент                   |
| 1985.    | За срећу је потребно троје  | извршни продуцент                   |
| 1986.    | Од злата јабука             | извршни продуцент                   |
| 1986.    | Лепота порока               | извршни продуцент                   |
| 1987.    | У име народа                | извршни продуцент                   |
| 1988.    | Браћа по матери             | директор филма                      |
| 1988.    | За сада без доброг наслова  | директор филма                      |